# Panmela Castro
Panmela Castro   (Rio de Janeiro, 26 de juny de 1981), també coneguda com Anarkia Boladona, és una artista i activista brasilera que utilitza el grafit per a generar consciència sobre els drets de les dones i la prevalença de la violència masclista que afecta les dones del Brasil.
L'any 2006, Brasil aprovà una llei històrica, denominada Llei Maria da Penha, en què es reconeix que el maltractament físic contra les dones és una violació dels drets humans. Castro difongué aquesta llei amb grafits.
Castro ha estat nominada com una de les "150 dones que han sacsejat el món" per Newsweek i The Daily Beast. El 2013 la inclogueren en la llista "Young Global Leaders" del Fòrum Econòmic Mundial. També han reconegut mundialment els seus esforços en la defensa dels drets de les dones. L'artista creà Rede Nami, una xarxa urbana en què les artistes urbanes creen consciència sobre la desigualtat de gènere amb l'art públic i el grafit a Rio de Janeiro. Rede Nami també ofereix tallers al Brasil per a dones i xiquetes, ensenyant-los sobre violència masclista i l'art de la pintura al carrer.